# Chancel Ilunga Sankuru
Chancel Ilunga Sankuru est une athlète, coureuse congolaise (RDC) de longue distance, née le 28 décembre 1995 à Lubumbashi. Aux Jeux olympiques de 2012 à Londres, elle a participé aux 1500 mètres féminin,.